# 網走市立南小学校
網走市立南小学校（あばしりしりつ みなみしょうがっこう）は、北海道網走市鱒浦1丁目にある市立小学校。

## 沿革
- 1899年（明治32年）2月17日 - 網走尋常高等小学校分教所として開校（現在の鱒浦79番地付近）。
- 1900年（明治33年）7月18日 - 於将府簡易教育所と改称。
- 1908年（明治41年）4月1日 - 於将府教育所と改称。
- 1915年（大正4年）5月 - 校舎改築移転（現在の水産試験場付近）。
- 1927年（昭和2年）4月1日 - 於将府尋常小学校と改称。
- 1928年（昭和3年）4月1日 - 鱒浦尋常小学校と改称。
- 1934年（昭和9年）11月3日 - 校舎116.5坪増築。
- 1941年（昭和16年）4月1日 - 国民学校令により、網走郡鱒浦国民学校と改称。
- 1947年（昭和22年）4月1日 - 学制改革により、網走市立鱒浦小学校と改称。
- 1948年（昭和23年）
  - 2月17日 - 開校50周年記念式典挙行。
  - 3月31日 - 藻琴分校認可（本校4学級・分校1学級）。
- 1950年（昭和25年）
  - 2月 - 給食調理場完成（6坪）。
  - 4月1日 - 藻琴分校が藻琴小学校として独立（本校は3学級編成）。
- 1959年（昭和34年）11月26日 - 現在地に、校舎623.7㎡落成、移転。開校60周年記念式典挙行。
- 1962年（昭和37年）3月3日 - 校歌制定（作詞:大塚盈・作曲:松田喜一）。
- 1966年（昭和41年）
  - 8月31日 - 体育館207.9㎡新築。
  - 10月30日 - 体育館落成記念式典挙行し、祝賀会開催。
- 1968年（昭和43年）9月27日 - グラウンド拡張（約3500㎡）。
- 1970年（昭和45年）
  - 1月20日 - 上水道施設完了。
  - 11月16日 - 校舎増築工事完了。
  - 12月12日 - 給食室新築。
- 1971年（昭和46年）
  - 2月1日 - 完全給食開始。
  - 4月1日 - 網走市立南小学校と改称。
  - 4月18日 - 校章制定（作者:瀬下信行）。鱒浦小学校の部分を網走南小学校に変更する校歌歌詞の一部変更。
  - 10月24日 - 開校70周年記念式典挙行。
- 1972年（昭和47年）
  - 3月22日 - 網走市立南小学校第一回卒業証書授与式挙行。
  - 8月6日 - グラウンド拡張工事完了。
- 1974年（昭和49年）11月 - 鉄筋校舎増築工事完了（5教室・玄関）。
- 1975年（昭和50年）10月7日 - 校舎増築工事完了（2教室・教材室）。
- 1976年（昭和51年）
  - 9月30日 - 校舎増築工事完了（2教室）。
  - 11月15日 - 校舎増築工事完了（2教室・教材室・便所）。
- 1978年（昭和53年）
  - 6月18日 - 『南小の子』像除幕式。
  - 12月20日 - 校舎増築工事完了（3教室・理科室・家庭科室・図工室・視聴覚室）。
- 1979年（昭和54年）10月21日 - 開校80周年記念式典挙行。
- 1981年（昭和56年）
  - 4月13日 - 特殊学級『はまなす』開設。
  - 12月1日 - 新体育館完成。
- 1982年（昭和57年）12月25日 - 給食調理室完成。
- 1984年（昭和59年）
  - 5月21日 - グラウンド拡張工事完了。
  - 8月29日 - 遊具移転・バックネット新設。
- 1989年（平成元年）
  - 2月19日 - 開校90周年記念式典挙行。
  - 4月1日 - 特殊学級『はまなす』2学級編制。
  - 6月15日 - 開校90周年記念事業として、アスレチック遊具完成。
- 1993年（平成5年）9月10日 - 校舎改修工事完了。
- 1994年（平成6年）
  - 2月19日 - 校舎改築・改修記念式典・祝賀会挙行
  - 8月20日 - プール新設工事完了。
- 1999年（平成11年）
  - 2月13日 - 開校100周年記念事業として、体育館幕・モニター・屋外放送施設・テント1張・パソコン1台・ジェットヒーター装備。
  - 8月10日 - グラウンド改修工事完了。
- 2002年（平成14年）3月31日 - 教育目標改定。
- 2006年（平成18年）12月7日 - 南小スクールボランティア会設立・開催。
- 2008年（平成20年）4月7日 - 2学期制実施。
- 2009年（平成21年）2月17日 - 開校110周年記念事業（記念誌発行）。
- 2010年（平成22年）3月25日 - 太陽光発電システムが完成し、運用開始。
- 2013年（平成25年）
  - 1月15日 - 給食室増改築工事完了。
  - 4月9日 - 網走市立第三中学校との親子給食開始。
- 2014年（平成26年）8月1日 - 遊具施設の撤去（回旋塔）・新設（ジャングルジム）・移転（ブランコ）。
- 2015年（平成27年）
  - 8月3日 - 体育館トイレ洋式化。
  - 10月1日 - 体育館バスケットゴール電動昇降化。
- 2016年（平成28年）
  - 1月 - 合唱団発足。
  - 8月 - 各学級に大型モニターと実物投影機配備。特別支援学級にタブレットPCとWi-Fi配備。
- 2017年（平成29年）　
  - 4月 - 網走市学校図書館司書（巡回）配置。
  - 6月16日 - 学校開放に係る防犯カメラ・センサーライト設置工事。
- 2018年（平成30年）
  - 7月 - 校務支援システム開始。
  - 7月17日 - 開校120周年記念事業として、集合写真撮影。
  - 9月6日 - 3時08分頃に発生した北海道胆振東部地震による停電のため、この日と翌日の2日間臨時休校の措置を採る。
- 2019年（平成31年）2月15日 - 開校120周年記念全校集会（開校記念日は2月17日）。
- 2020年（令和2年）9月16日 - 校内大規模ネットワーク工事配備（ギガスクール構想）。

## 学区
- 鱒浦・駒場北5丁目の一部・駒場北6丁目・駒場南8丁目・駒場の一部・豊郷の一部・つくしヶ丘（1丁目～6丁目）・潮見の一部[1]

## 周辺
- 水産研究本部網走水産試験場
- 鱒浦公民館
- 鱒浦稲荷神社
- オショップ川
- オビオショップ川
- 国道244号
- JR釧網本線

## アクセス
- 網走バス羽衣団地線「南小学校前」バス停下車。
- JR釧網本線鱒浦駅から、徒歩約1.2km・約18分。